# Chamerernebtej I.
| G16 | xa | U6 | D21 · D21 |

| G16 | xa | U6 | D21 · D21 |

Chamerernebtej I. byla staroegyptskou královnou ze 4. dynastie. Pravděpodobně byla manželkou krále Rachefa a matkou krále Menkaurea a královny Chamerernebtej II. Je možné, že byla dcerou Chufua, jelikož je jí připisován titul „dcery krále“. 

## Život
V Menkaureově zádušním chrámu je označována jako jeho matka, proto byla pravděpodobně i Rachefovou manželkou, ačkoliv nikde tak není přímo zmíněna. 
Hrobka G 8978 byla pravděpodobně původně stavěna pro ni, ale dokončena byla pro její dceru Chamerernebtej II. Její finální místo pohřbení není známo. 